# Undine (opera)
Undine är en romantisk opera i fyra akter av Albert Lortzing med text av tonsättaren efter Friedrich de la Motte Fouqués novell Undine (1811).

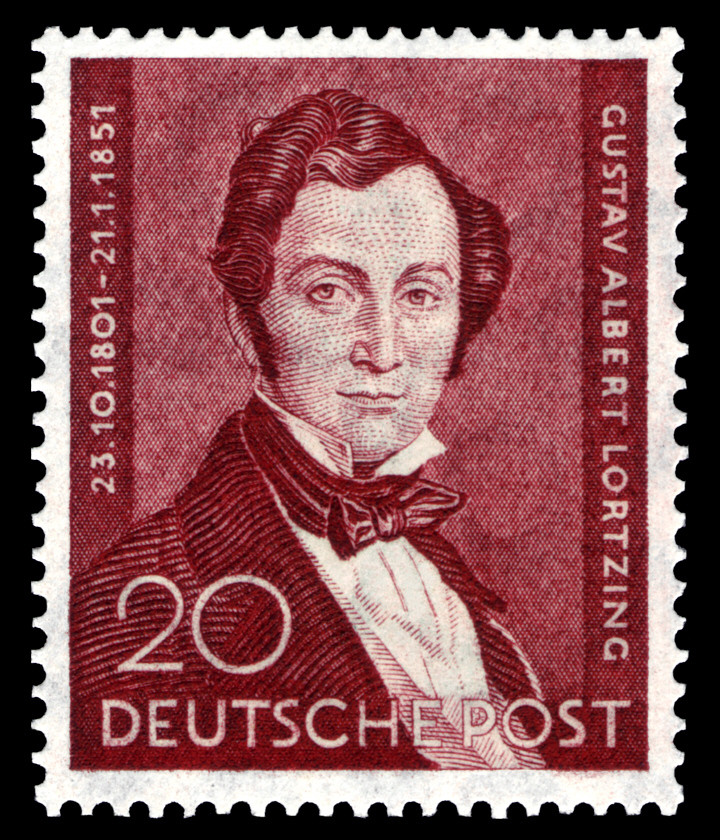
Frimärke av Lortzing från 1951.

## Historia
Med Undine tog Lortzing steget från det tyska sångspelet till den romantiska operan, och i Undinesägnen fann hann stoff som lämpade sig utmärkt för hans begåvning. Premiären den 21 april 1845 på Stadttheater i Magdeburg blev visserligen en stor framgång men Undine blev Lortzings sorgebarn. Så småningom fick den ändå en fast plats på de tyska operascenernas repertoar. Längre fram arbetade både Pjotr Tjajkovskij och Antonín Dvořák med samma motiv.
Förutom det magiska sagolandskapet, där Lortzing använde sig av alla samtidens stilgrepp inklusive ledmotivstekniken och den stora italienska arian, betonade han det komiska, där han lät sig inspireras av det tyska sångspelet. Det var inte minst därför som operan under 1800-talet blev mycket populär i det tyska språkområdet.

## Personer
- Bertalda, hertig Heinrichs dotter (Sopran)
- Riddaren Hugo von Ringstetten (Tenor)
- Kühleborn, en mäktig vattenfurste (Baryton)
- Tobias, en gammal fiskare (Bas)
- Marthe, hans hustru (Alt)
- Undine, deras fosterdotter (Sopran)
- Fader Heilmann, munk från Maria-Gruss-klostret (Bas)
- Veit, Hugos väpnare (Tenor)
- Hans, värdshusvärd (Bas)
- En hovman (talroll)
- Rikets ädlingar, riddare, kvinnor, härolder, pager, jaktfölje, väpnare, fiskare, fiskarhustrur, lantbor, spökaktiga uppenbarelser, vattenandar (kör)

## Handling
Akt I
På väg från ett tornerspel råkar Hugo von Ringstetten och hans väpnare Veit ut för ett oväder och söker skydd hos fiskarparet Tobias och Marthe. Hugo förälskar sig i deras fosterdotter Undine, som de hittade för 15 år sedan vid strandkanten samma dag som deras egen dotter drunknade i sjön. Hugo och Undine skall gifta sig i det närbelägna kapellet, men medan de är borta kommer en främling och hjälper Veit att öppna ett jättelikt vinfat som har sköljts i land. Främlingen är Undines far, vattenfursten Kühleborn, som skall vaka över sitt barns lycka. Veit säger till honom att han inte tror att Hugo kommer att förbli Undine trogen eftersom han alltjämt är förtjust i adelsdamen Bertalda. Kühleborn beslutar följa med brudparet till slottet där de skall bo.
Akt II
Då de är framme avslöjar Undine för Hugo att hon är en vattennymf och kan få människosjäl endast med hjälp av en människas kärlek. Hugo svär henne evig trohet. Bertalda kommer tillbaka från en jakt och hälsar på Hugo och Undine, och hon blir djupt indignerad så hon får veta av den neapolitanske ambassadören (som i själv verket är den förklädde Kühleborn) att Hugo och Undine är gifta. I sin svartsjuka tillkännager hon att hon ämnar gifta sig med kungen av Neapel och gör narr av Undines härkomst. Kühleborn blir vred och befaller Bertalda att öppna det skrin som hon enligt sin döde fars vilja skall få denna dag. I skrinet ligger ett dokument som bevisar att Bertalda är fiskarparets försvunna dotter. Bertalda bryter samman och Kühleborn försvinner i fontänen i trädgården.
Akt III
Undine har utverkat att Bertalda får stanna på slottet, men under en jakt erkänner Hugo för Bertalda att han alltjämt älskar henne. De ertappas av Undine som hotar med vattenandarnas hämnd om han sviker henne, men han vill inte längre leva med henne. Kühleborn hämtar tillbaka sitt barn till vattenandarnas rike.
Akt IV
Veit och värdshusvärden Hans saknar sin avhållna härskarinna och för att reta den illa tålda Bertalda lyfter de på brunnslocket, något hon uttryckligen har förbjudit dem att göra. Undine stiger gråtande upp ur brunnen och går upp mot det upplysta slottet. På bröllopet med Bertalda grips Hugo av dåligt samvete. Vid midnatt slocknar alla ljus och Undine skrider in i salen. Hugo kastar sig för hennes fötter. Slottet störtar samman och översvämmas av vatten. Kühleborn har tagit Undine och Hugo till sig i sitt rike. Hugo är förlåten men måste stanna kvar i vattenriket.